# Santiago Alseseca
Santiago Alseseca es una localidad ubicada en el estado mexicano de Puebla, específicamente en el municipio de Tecamachalco. Tiene una altitud promedio de 2083 m s. n. m. y se localiza a una distancia de 53 km de la ciudad capital del estado, la ciudad de Puebla de Zaragoza.

## Toponimia
El nombre de la localidad proviene de los vocablos nahuas "atl" (agua) y "sesec" (frío), por lo que comúnmente se relaciona su significado con el de lugar en el agua fría.
La población debe su nombre a la "Barranca Alseseca", cercano a la montaña, en la sierra de Tecamachalco. Cerca de su nacimiento hay un pequeño embalse con roca de origen cárstico que debido a la erosión formó una estructura techada en la que antiguamente el agua que filtraba de la montaña afloraba todo el año, permaneciendo fría todo el tiempo. Con los años el agua dejó de brotar, quedándole el nombre al lugar y posteriormente a la población. 

## Geografía

### Ubicación
Santiago Alseseca se encuentra en los 18° 50’ 20” de latitud norte y 97° 42’ 04” d longitud oeste a 2170 m s. n. m. Según un plano de 1894, sus colindancias son: al norte con el Barrio de San José, la Hacienda de Tlacomulco, la Hacienda de Toluquilla, al este con el Rancho de M. Gazca, Rancho de Flores y la Noria, al sur por la Hacienda de San Isidro y al oeste por la Hacienda de Santa Inés. Es junta auxiliar del municipio de Tecamachalco en el estado de Puebla.

### Clima
Su clima es predominantemente seco con lluvias de mayo a octubre. La zona es proclive a las granizadas y tormentas eléctricas. Las heladas se presentan desde fines de octubre. Los vientos son dominantes del este sobre todo entre enero y marzo. La población se localiza en un corredor de vientos que no es bloqueado ni siquiera por la cordillera.

### Orografía
La orografía está dominada por la Sierra de Tecamachalco. Cada pliegue tiene nombre. Empezando de izquierda a derecha se puede indicar: Loma Xochiotl, Loma Pitzahuac, Loma Tzincotoc, Loma Huele, Ximol Cacalote, Loma Pitzahuac, Loma Tzincotoc, Loma Patlahuac, Loma Coatle o Cerro Boludo, Loma Teopan, Loma Texmetelahuac, Ximol Cuaupitzac, Loma Cotase, Loma Zotole, Loma Tomahuac, Loma Papalote, Ximol Tototze, Lomas de las Minas, Loma Tolontze, Las Mesitas, Las Albaceas, Los Albarriles, Ximol Campana, Tepoxcolula, Tetl Corral, Loma Zopilotl o la Tescalera, El Barraco, Loma Zotole o Vereda Blanca, Tetl Organo, Texcal Colorado, La Huilanco , El Coyotepec y Yecatzolscuintle. 

### Hidrografía
La hidrografía de Alseseca está dada por ríos secos. Las barrancas que conducen el agua solo en tiempos de lluvia, nacen en las faldas de la Sierra. Estas son: Tecoxocotl, ubicada en los límites con San José, la Topoya, el Coyote, la Conde, la Barranquilla, la Alseseca, la Cuata, la Muerto y la Tepetzilera. También hay pequeños nacimientos de agua: El Almeyal, Atlcura y la Chichipico.  

### Ecología
La Sierra de Tecamachalco es parte de la Reserva de la Biosfera Tehuacán-Cuicatlán y la porción que pertenece a Alseseca está protegida por su Ley y Reglamento. Posee cactáceas, plantas del tipo semidesértico, árboles como el mesquite, algunos ejemplares de encinos, distintos tipos de nopal y de maguey, árboles introducidos como los eucaliptus, pirús, jacarandás, etc.   
La fauna es lo que ecológicamente más se ha dañado. Según el Códice Mendocino, existían muchas especies que han desaparecido a lo largo de los años. 

## Demografía

### Población
Según los datos que arrojó el II Censo de Población y Vivienda realizado por el Instituto Nacional de Estadística y Geografía (INEGI) con fecha censal del 12 de junio de 2010, la localidad de Santiago Alseseca contaba hasta ese año con un total de 7 744 habitantes, de dicha cantidad, 3 779 eran hombres y 3 965 eran mujeres.

## Sitios de interés

### Templo
Su templo de cruz latina, estaba orientado de oriente a poniente para que estuviera al celebrar misa en dirección a Roma según las regulaciones de la época. La puerta de la Porciúncula, daba al norte porque se tenía como fe el pedir por los difuntos o por las ánimas benditas. Sus muros laterales están cubiertos por retablos de madera tallada, con pinturas al óleo que no tienen firma y fecha. Cuenta con cinco retablos, tres de madera y dos de argamasa: el dedicado a las Benditas Almas del purgatorio o de las Ánimas, el del Santo Patrón Santiago, el Altar Principal, el de la Pasión y el de San Pedro.
A raíz del sismo de 1999, se retiraron los retablos para su limpieza y ver los daños que presentaban los muros, mostrando pintura de su decoración original a base de azul maya. El altar mayor está decorado con retablos hechos con argamasa cubierta de oro. 
El temblor de 1973 causó importantes daños en la estructura de la iglesia: se cayó la cúpula, la torre derecha quedó como celosía, los arcos de la entrada del atrio se derrumbaron, los muros laterales se resintieron mostrando muchas grietas por lo que se le tuvo que colocar un cinturón de hormigón armado abrazando todo el frente debajo de las torres. La ubicación tan cercana del epicentro del temblor, provocó infinidad de daños en estructuras antiguas construidas a base de piedra y lodo o adobe. En el temblor de 1999, los daños no fueron tan espectaculares como el de 1973 pero dañó al conjunto arquitectónico en su estructura. La torre norte volvió a sufrir las consecuencias, esta vez giró unos milímetros hacia un costado. 
Su curato tiene un patio central rodeado de habitaciones donde actualmente vive el cura. Posee oficinas y habitaciones que tienen diversos usos, desde bodega de imágenes hasta lugar de instrucción religiosa. Su atrio se usó como panteón hasta 1970 en que la saturación obligó a buscar otro cementerio. El conjunto arquitectónico forma una unidad sobria, siendo la única edificación que procede del siglo XVI. 